# سورند
سورند روستایی در دهستان زیرکوه بخش مرکزی شهرستان زیرکوه استان خراسان جنوبی ایران است. بر پایه سرشماری عمومی نفوس و مسکن در سال ۱۳۹۰ جمعیت این روستا ۱۲۶ نفر (در ۳۵ خانوار) بوده است.
در زلزله ویرانگر سال ۱۳۷۶ شمسی حدود ۳۰ نفر از مردم این روستا جان خود را از دست دادند.
امکانات 
دارای دیجیتال که در تمام خانه ها وجود دارد،
تمام خانه ها گاز کشی شده و آب روستا شیرین و قابل شرب می باشد.
سطح ارتباطات اینترنت در روستا (4G) هست.
محصولات
مهمترین محصول کشاورزی سورند زرشک می باشد. تا اوایل دهه ۱۳۹۰ این روستا از مهمترین تولید کنندگان آلو بود که بدلیل هجوم آفات و وقوع خشکسالی اکنون سطح زیر کشت بسیار کمی از این محصول باقی مانده است. همچنین تا حدود سال ۱۳۸۵ زراعت زعفران نیز در سورند رواج بالایی داشته.
جاذبه ها = نمای دیدنی زیبا درختان، چشمه آب شیرین ، چشمه آب گاز دار (ترش آب) که مردمان محلی آن را با عنوان بریوه می شناسند.
یک قلعه تخریب شده نیز در سورند وجود دارد که توسط میراث فرهنگی مورد بررسی و مرمت قرار نگرفته است.